# Урал-пресс
«Урал-Пресс» – российская группа компаний. Входит в рейтинг крупнейших компаний Урала и Западной Сибири «ТОП-400» по версии журнала «Эксперт». Центральные офисы компании расположены в Москве и Екатеринбурге.

## История
В 1992 году в Екатеринбурге было открыто агентство альтернативной подписки «Авиа-Пресс», а чуть позже ещё два – «Лига-Пресс» и «Трин». В 1997 году три агентства объединились под единым брендом группы компаний «Урал-Пресс».
В 1999 году «Урал-Пресс» открыла представительство в Москве и быстро приобрела известность среди московских издательских домов и редакций: ИГ «Актион», Издательский дом Родионова, РИА «Стандарты и качество», журнал «Эксперт», ИД «Коммерсантъ».
В 2000 году подписчики «Урал-Пресс» одними из первых в стране получили возможность оформить подписку с помощью каталога на сайте компании.
В 2001 году было открыто представительство агентства в Санкт-Петербурге. С 2003 года «Урал-Пресс» начала работу в регионах.
В 2006 году, в результате переговоров генерального директора «Урал-Пресс» Константина Астафьева и вице-президента ВАРП Дариги Назарбаевой на VIII Всемирном конгрессе русской прессы в Астане, было  открыто представительство в Петропавловске – ТОО «Урал-Пресс Казахстан». С января 2007 года ТОО «Урал-Пресс Казахстан» взяло на себя услуги логистики, таможни, перевода, валютных операций и стало партнёром «Казпочты» и всех альтернативных подписных агентств Казахстана.
В 2007 году были открыты 24 филиала «Урал-Пресс», в том числе через поглощение агентств в Кемерово и Москве. В 2008 году открылись 14 филиалов компании, в 2009 году – 70 филиалов. Количество сотрудников достигло 1000 человек, а доля агентства «Урал-Пресс» на рынке ведомственной подписки составила 10%.
В 2010 году стартовал проект Boxberry – второе направление деятельности группы компаний, служба доставки для интернет-магазинов, компаний дистанционной торговли и частных лиц.
В 2014 году «Урал-Пресс» увеличила поставки российской периодики за границу.
По состоянию на конец 2017 года число подразделений составило 114, что позволило «Урал-Пресс» стать крупнейшим в России альтернативным агентством ведомственной подписки.
В настоящее время «Урал-Пресс» осуществляет подписку и доставку периодических изданий для юридических лиц более чем в 500 городах России и Казахстана.

## Награды
Подразделение «Урал-Пресс Казахстан» вошло в число предприятий-лидеров экономики Казахстана и получило награду «Лидер года-2017».

## Собственники и руководство
- Учредители компании – Константин Астафьев, Вероника Тагунова и Владимир Теплюков.
- Генеральный директор – Константин Астафьев.